# Ilghazi
Ilghazi I (ur. ? – zm. 8 listopada 1122) – władca z dynastii Artukidów.
Był synem Artuka, protoplasty rodu Artukidów. Podwójnie żonaty z Il Chatun, córką Tughtakina (Burydy) i Farchundą Chatun, córką Ridwana z rodu Seldżukidów. Z tych związków urodziło się co najmniej czterech synów (Ajaz, Sulajman, Timurtasz i Kizil) oraz dwie córki (Dżauhar i NN).
Wraz z bratem, Sukmanem (zm. 1105), przejął po ojcu namiestnictwo Palestyny. Jednak w roku 1098 zajęli ją Fatymidzi i Ilghazi udał się na służbę do pretendenta do sułtanatu Wielkich Seldżuków Mohammada Tapara (1105 – 1118), potem zaś Barkijaruka (1092 – 1104). Po roku 1105, kiedy Mohammad Tapar pozbawił go sprawowanego od pięciu lat namiestnictwa Bagdadu, pozostawał z nim we wrogich stosunkach i musiał szukać szczęścia na własną rękę. W roku 1108 zajął miejsce jednego z synów Sukmana w Mardinie, zaś w roku 1118 zajął Majjafarikin (dzis. Silvan) i Aleppo. W roku następnym pokonał Rogera z Salerno w bitwie na Krwawym Polu, co odbiło się głośnym echem na całym Bliskim Wschodzie. Jeńców poddano publicznym torturom pod Aleppo i zabito. Po tym zwycięstwie w roku 1121 następca Mohammada Tapara, Mahmud (1118 – 1131), postawił Ilghaziego na czele wyprawy przeciwko Gruzji, ale Dawid IV Budowniczy (1089 – 1125) zadał mu druzgocącą klęskę pod Didgori.